# Mac OS X Server 1.0
Mac OS X Server 1.0 là hệ điều hành được phát triển bởi Apple Computer, Inc. Được phát hành vào ngày 16 tháng 3 năm 1999, và là phiên bản đầu tiên của Mac OS X Server .
Đây là sản phẩm thương mại đầu tiên của Apple có nguồn gốc từ "Rhapsody" - một sự thay thế cho hệ điều hành Mac OS cổ điển bắt nguồn từ kiến trúc của NeXTSTEP (được mua lại vào năm 1997 như một phần của việc Apple mua NeXT) và nhân Mach giống BSD . Nó có thể chạy các ứng dụng được viết bằng API "Yellow Box" và các tính năng đi kèm như NetBoot, QuickTime Streaming Server, các thành phần được chuyển từ NeXTSTEP và môi trường "Blue Box" (cho phép khởi chạy phiên Mac OS 8.5 dưới dạng một quy trình riêng biệt để chạy phần mềm Mac OS cũ).
Mac OS X Server 1.0 là phiên bản mở đầu cho phiên bản Mac OS hướng đến người tiêu dùng đầu tiên— Mac OS X 10.0 — được phát hành vào năm 2001. Nó không bao gồm giao diện người dùng Aqua (thay vào đó sử dụng Trình quản lý không gian làm việc của NeXTSTEP kết hợp với các khía cạnh của giao diện người dùng " Bạch kim " của Mac OS 8) hoặc API Carbon.